# امام‌اغلو
امام‌اغلو (به ترکی استانبولی: İmamoğlu) شهری است در کشور ترکیه که در استان آدانا واقع شده‌است. جمعیت این شهر بر اساس سرشماری سال ۲۰۰۸ میلادی ۲۰٬۸۴۸ نفر و بر اساس برآوردهای سال ۲۰۰۹ میلادی ۲۰٬۳۶۵ نفر می‌باشد.